# Armin Müller (Schriftsteller)

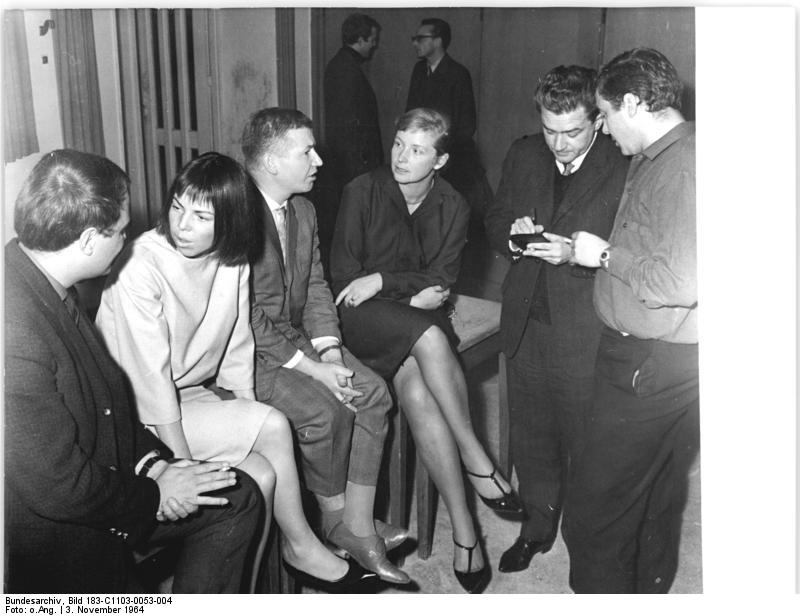
Armin Müller mit Notizbuch im November 1964 im "Komma-Klub" München

Armin Müller (* 25. Oktober 1928 in Schweidnitz; † 6. Februar 2005 in Jena) war ein deutscher Schriftsteller und Maler.

## Leben und Wirken
Müller war der Sohn eines Arbeiters und seiner Frau. Er wuchs in der unweit des Eulengebirges gelegenen Stadt Schweidnitz in einfachen Verhältnissen auf. Mit 16 Jahren wurde er gegen Ende des Zweiten Weltkrieges in den Volkssturm gezwungen. Seine Flucht auf dem Transport in sowjetische Kriegsgefangenschaft verarbeitete er später im Roman Der Puppenkönig und ich (Greifenverlag Rudolstadt, 1986), der nach häufigem und auch seinem eigenen Urteil als Hauptwerk gilt. Das eindringlich erzählte Buch handelt auch von der ungewöhnlichen Freundschaft eines deutschen und eines polnischen Knaben. So stellt es überdies einen Beitrag zur Völkerverständigung dar.
Müllers Familie wurde in der Folge des Krieges aus Niederschlesien vertrieben und kam in die Sowjetische Besatzungszone. Auch Müller kam 1945 nach Weimar. Dort war er an der Gründung der ersten Antifaschistischen Jugendausschüsse Thüringens beteiligt. Dann zunächst als Journalist berufstätig, war Müller bald in der Jugendorganisation FDJ aktiv. Er war Mitglied der SED und von 1950 bis 1952 als Mitglied des Kulturbundes Abgeordneter des Thüringer Landtages. Von 1953 bis 1957 gehörte er dem Weltbund der Demokratischen Jugend an.
Müller beschäftigte sich als einer der ersten DDR-Autoren mit dem Thema „Vertreibung“. Für die dritten Weltfestspiele der Jugend und Studenten in Ostberlin schrieb er "Im August blüh’n die Rosen", das gewissermaßen zur Hymne wurde. Die Komposition des Liedes kam von Günter Fredrich. Von 1957 bis 1962 arbeitete er als Redakteur am Sender Weimar.
Müller blieb bis zum Tode Anhänger des Staats-Sozialismus der DDR. Den politischen Veränderungen von 1989 und den Jahren danach stand er ablehnend gegenüber. Er erlebte sie als Einführung des Kapitalismus. In seinem Tagebuch von 1987 hat er wiederholt bürokratische und autoritäre Tendenzen sowie die Unbedenklichkeit, die in ökologischer Hinsicht in der DDR waltete, kritisch hinterfragt. Diese Kritik findet sich auch in seinen aufeinander folgenden Romanen Meine verschiedenen Leben, Der Magdalenenbaum und Taube aus Papier, die Müller als Trilogie auffasste. Sie stehen dem Puppenkönig in stilistischer Hinsicht kaum nach. Er war u. a. mit seinem Gothaer Schriftstellerkollegen Hanns Cibulka befreundet.
Müller hatte sich nach seiner Arbeit für Presse und Rundfunk 1961 als freier Schriftsteller selbstständig gemacht. Er konnte von seinen literarischen Erzeugnissen leben. Gleichwohl wandte er sich mit fortschreitendem Alter der Malerei zu. Sie bot ihm eine zusätzliche ergänzende Ausdrucksform, die er in mehr als 40 Ausstellungen dem Publikum zugänglich machte. So visualisierte er die Niederschlagung des Prager Frühlings 1968, sowie seine Krebserkrankung, an deren Folgen er schließlich starb. Der vorherrschende Zug seiner stets kleinformatigen, in der Regel farbenfrohen Gemälde war allerdings die Idylle. 
Müller wird von Freunden als stets hilfsbereiter Mensch beschrieben. Er hinterließ seine Ehefrau und zwei Söhne, die seinen Nachlass verwalten.

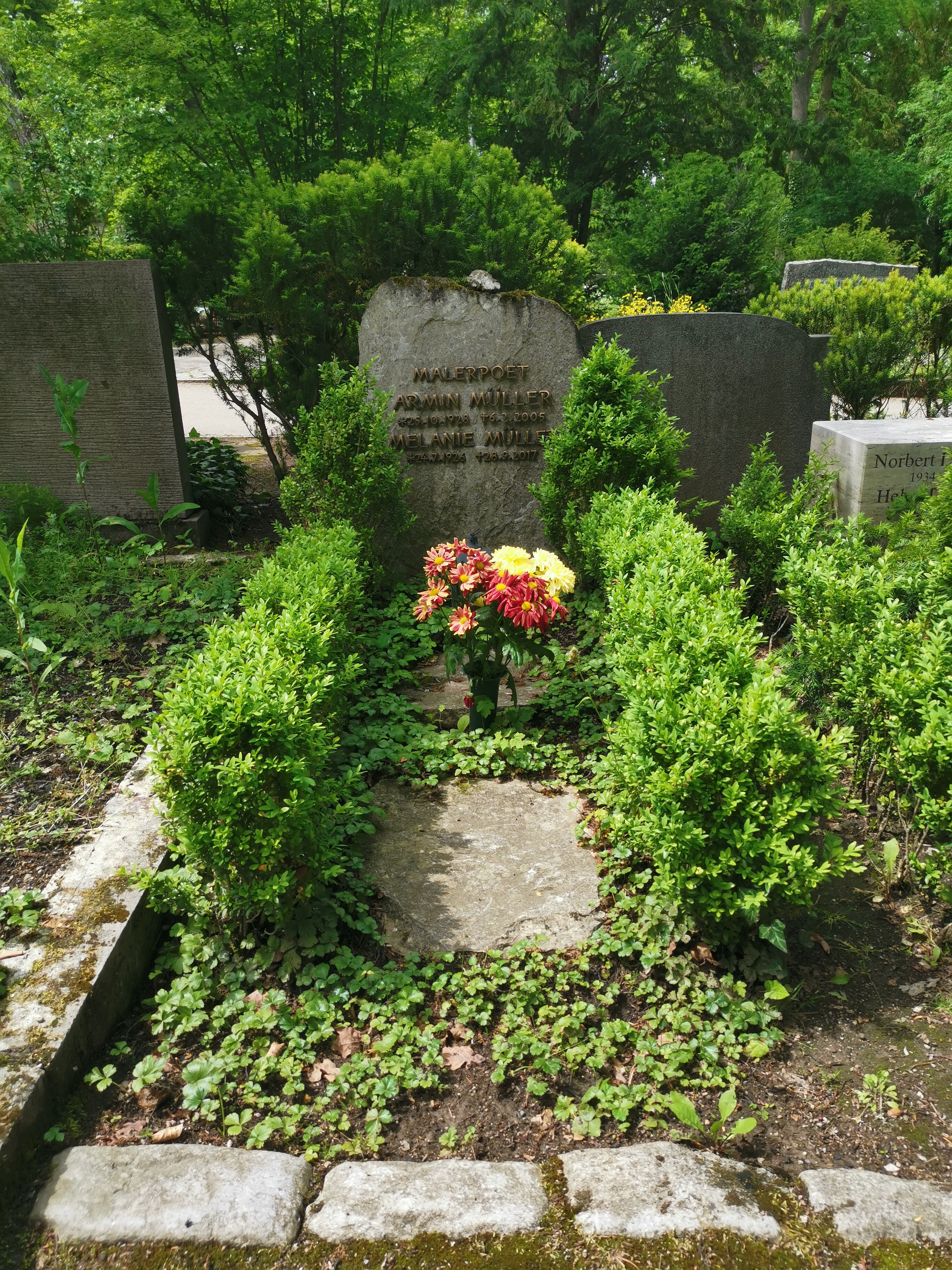
Grabstätte

Er ist auf dem Historischen Friedhof Weimar bestattet.

## Auszeichnungen und Ehrungen
- 1959: Erich-Weinert-Medaille;
- 1960: Literatur- und Kunstpreis der Stadt Weimar;
- 1961: Heinrich-Heine-Preis;
- 1969: Nationalpreis;
- 1974: Vaterländischen Verdienstorden;
- 1987: Johannes-R.-Becher-Medaille;
- 1997: Eichendorff-Literaturpreis;
- 2004: Ehrenbürgerschaft seiner nun polnischen Geburtsstadt Świdnica;

## Werke

### Prosa
- Kirmes. Erzählung, Thüringer Volksverlag, Erfurt 1952
- Sommerliche Reise ins Nachbarland. Ein junger Schriftsteller erlebt das neue Polen. Thüringer Volksverlag, Weimar 1953
- In den Hütten der Hoffnung. Reportage, Verlag Neues Leben, Berlin 1955
- Der Pirol und das Mädchen. Erzählung, Volksverlag, Weimar 1958
- Armin Müller / Erich Hahn: Reise in die Rhön. Reportage, Volksverlag, Weimar 1958
- Du wirst Dir den Hals brechen. Roman, Neues Leben, Berlin 1961
- Der Maler und das Mädchen. Erzählung, Neues Leben, Berlin 1966
- Franziska Lesser. Schauspiel, Uraufführung 1971 am Deutschen Nationaltheater Weimar
- Sieben Wünsche. Schauspiel, Uraufführung 1974 am Dts. Nationaltheater Weimar
- Der goldene Vogel. Schauspiel, Uraufführung 1975 am Leipziger Theater
- Meine verschiedenen Leben. Erzählung, Greifenverlag, Rudolstadt 1978
- Der Magdalenenbaum. Roman, Greifenverlag, Rudolstadt 1979 (verfilmt 1989)
- Taube aus Papier. Erzählung, Greifenverlag, Rudolstadt 1981
- Der Puppenkönig und ich. Roman, Greifenverlag, Rudolstadt 1986
- Ich sag dir den Sommer ins Ohr. Ein Tagebuch (des Jahres 1987), Greifenverlag, Rudolstadt 1989
- Klangholz. Kalendergeschichten, Hain Verlag, Rudolstadt 1998

Armin Müller verfasste außerdem zahlreiche Hör- oder Fernsehspiele.

### Hörspiele
- 1966: Menschliches Versagen – Regie: Helmut Hellstorff (Hörspiel – Rundfunk der DDR)
- 1969: Franziska Lesser, zwanzig – Regie: Fritz Göhler (Rundfunk der DDR)
- 1969: Gesichter – Regie: Wolfgang Brunecker (Hörspiel – Rundfunk der DDR)

### Gedichte
- Hallo, Bruder aus Krakau! Thüringer Volksverlag, Weimar 1949
- Seit jenem Mai. Verlag Neues Leben, Berlin 1953
- Das weisse Schiff. Neues Leben, Berlin 1959
- Poem Neunundfünfzig. Volksverlag, Weimar 1959
- Reise nach S. Neues Leben, Berlin 1965
- Wer die roten Früchte will. Kantate. Musik: Günter Fredrich und Friedrich Hofmeister. Uraufführung beim Deutschen Turn- und Sportfest in Leipzig 1974
- Die Glocke von Buchenwald. Kantate. Musik: Fritz Geissler. Uraufführung 1975 im Deutschen Nationaltheater Weimar
- Ich habe den Thunfisch gegessen. Poem, Greifenverlag, Rudolstadt 1982

### Bildbände
- Auf weißen Pferden. Greifenverlag, Rudolstadt 1983
- Vorbeiflug des goldenen Fisches. Verlagshaus Thüringen, Erfurt 1993